# Бобик Василь Васильович
Василь Васильович Бобик (9 лютого 1962 , Ошихліби, Чернівецька область ) — український диригент і музичний педагог. Заслужений артист України (1999), член Національної всеукраїнської музичної спілки (2002).

## Біографія
Народився в селі Ошихліби Кіцманського району Чернівецької області.
Закінчив загальноосвітню сільську школу і Кіцманську дитячу музичну школу (1979).
З 1980 проходить службу в військовому оркестрі Ташкентського вищого загально-командного училища, звідки незабаром вступає до музичного училища в Ташкенті.
З 1985 по 1990 навчається на військово-диригентському факультеті Московської консерваторії (диригування).
З 1990 по 1996 рік керував військовим оркестром Дрогобицького гарнізону. В 1996—1997 — керівник оркестру військової частини Чернівців, а з 1997 — начальник оркестру, військовий диригент оркестру Чернівецького гарнізону (має вже військове звання підполковника). З 2003 на викладацькій роботі — заступник начальника військово-диригентської кафедри Військового інституту Національного університету «Львівська політехніка».
У січні 2006 року призначений на посаду директора Комунального учбово-методичного центру культури Буковини. З серпня 2007 — директор Чернівецького обласного коледжу мистецтв імені Сидора Воробкевича.

## Творчість
Творчий напрямок: інструментування та аранжування інструментальних, вокальних, хорових творів.
Автор слів і музики до пісень:
- «Реактивна артилерія» (марш-пісня, 1993);
- «Буковинська механізована» (1998);
- «Майори 90-х» (1998).

## Концертно-фестивальна діяльність
- Міжнародний фестиваль «Жешувські фанфари» (Ряшів, Польща, 1997—1998), (оркестр Чернівецького гарнізону);
- Звітний концерт колективів Чернівецької області (Палац «Україна», Київ, 1999);
- Міжнародний фестиваль військових оркестрів «Браїла 2000» (Браїла, Румунія, 2000);
- Звітний концерт колективів Чернівецької області (Палац «Україна», Київ, 2001);
- Міжнародний (Польща, Румунія, Угорщина, Україна) фольклорний фестиваль «Буковинські зустрічі» (Чернівці, Україна) (2002).

## Нагороди
- Заслужений артист України (1999)
- Почесні грамоти Міністерства оборони України (1997, 2000)
- Почесна грамота Міністерства культури та туризму (2001)